# Haute école de gestion Arc
La Haute école de gestion Arc (Anciennement ESCEA Neuchâtel) a été fondée en 1982 et fait partie de la Haute École spécialisée de Suisse occidentale (HES-SO). Son siège est à Neuchâtel. La Haute école de gestion Arc a également un campus à Delémont.
Depuis le printemps 2009, le Campus Arc 1 accueille les formations en Économie d'entreprise et en Informatique de gestion. En 2014, le premier campus de la HEG Arc accueille également une formation en Droit économique. En 2016, la Haute École Arc ouvre un campus a Delémont qui accueille également une partie des formations en Économie d'entreprise et en Droit Économique.

## Formations bachelor, master et formations continues
La Haute école de gestion Arc forme des étudiants dans les filières suivantes :
| Filières                       | Options / orientations principales      |
| ------------------------------ | --------------------------------------- |
| B. Sc. Économie d'entreprise   | Marketing et communication              |
| B. Sc. Économie d'entreprise   | Finance                                 |
| B. Sc. Économie d'entreprise   | Ressources Humaines                     |
| B. Sc. Économie d'entreprise   | Supply Chain Management                 |
| B. Sc. Droit économique        | Audit et fiscalité                      |
| B. Sc. Droit économique        | Lutte contre la criminalité économique  |
| B. Sc. Droit économique        | Banques et assurances                   |
| B. Sc. Droit économique        | Droit du travail et ressources humaines |
| B. Sc. Informatique de gestion | -                                       |
| M. Sc. Business Administration | Business in Eurasia                     |
| M. Sc. Business Administration | Entrepreneurship                        |
| M. Sc. Business Administration | Management des Systèmes d'Information   |
| M. Sc. Business Administration | Prospective                             |

En plus des formations Bachelors, la HEG Arc propose des master of science et dispense des formations continues CAS, MAS, un Executive Master en Business Administration, ainsi que des formations grand public.

## Recherche et développement
La Haute école de gestion Arc a également des activités, dans les domaines de la recherche appliquée et du développement, réparties au sein des instituts suivants :
- Communication et Marketing expérentiel
- Digitalisation des organisations
- Lutte contre la criminalité économique
- Management des villes et du territoire